# Lil Jon
 Der er for få eller ingen kildehenvisninger i denne artikel, hvilket er et problem. Du kan hjælpe ved at angive troværdige kilder til de påstande, som fremføres i artiklen.

Jonathan Smith (født 17. januar 1971, i Atlanta, Georgia), bedre kendt ved sit kunstnernavn Lil Jon, er en amerikansk hip hopper og producer. Han er bedst kendt som en pioner for undergenren af hiphop kendt som "crunk", en kombination af elementer fra sydlig hiphop og bass music. Hans gruppe Lil Jon & the East Side Boyz er en af genrens mest fremtrædende udøvere, Han er en ud af få rappere som har kunne få "street cred" uden det normale ghetto- eller "hard-knock"-liv, som mange rappere har (eller påstår at have).
I følge en artikel om Lil Jon i XXL magazine holdt han ofte fester i sine forældres seks-etagers palæ.
Lil Jon fik sin eksamen i 1988 fra Atlantas Douglass High School. Han arbejdede som dj på en natklub, da Jermaine Dupri opdagede ham og inviterede ham til at arbejde som A&R-mand for So So Def. Lil Jon var også vært på et radioprogram på V103. Han startede med at lave remixes for kunstnere som Usher, Too Short, Xscape og Total. Han arbejdede for So So Def mellem 1993 og 2000.
I 1996 dannede Lil Jon sammen med Big Sam og Lil Bo gruppen The East Side Boyz, og udsendte i den forbindelse albummet Get Crunk, Who U Wit: Da Album. Albummet indeholdt blandt andet nummeret Who You Wit, der blev et stort hit på Atlantas natklubber. Sangen, der blandt andet bød på en kraftig bas og synthesizer-riffs blev et essentielt nummer i forbindelse med udviklingen af crunk-genren.